# Resson
Resson település Franciaországban, Meuse megyében. Lakosainak száma 372 fő (2022. január 1.). Resson Bar-le-Duc, Loisey, Longeville-en-Barrois, Naives-Rosières és Culey községekkel határos.

## Népesség
A település népessége az elmúlt években az alábbi módon változott:
| Lakosok száma | 323  | 375  | 405  | 412  | 403  | 395  | 391  | 387  | 384  | 372  |
|               | 1968 | 1982 | 1990 | 2006 | 2013 | 2015 | 2017 | 2019 | 2020 | 2022 |